# 小行星159
小行星159（159 Aemilia）是一颗围绕太阳公转的小行星。1876年1月26日，保羅·皮耶·亨利在巴黎描述了此天体。是被人類發現的第159顆小行星，位于火星和木星之間的主帶。
該小行星以義大利的艾米利亞大道命名。
小行星159在小行星帶中體積算大，其自轉很緩慢，顔色深黑，並有著原始的富碳的土壤成分。
它位于健神星族區域内公轉，但是它有可能只是一顆毫無關係的外來闖入物體，因爲它體積太大，不會是從製造出健神星族小行星的那一次撞擊下形成的。
至今，曾錄得兩次小行星159掩星，分別于2001年及2003年。
这颗小行星的绝对星等为8.12等。

## 相关條目
- 小行星列表/10001-11000

## 外部連結
- Asteroid Lightcurve Database (LCDB) （页面存档备份，存于）, query form (info （页面存档备份，存于）)
- Dictionary of Minor Planet Names, Google books
- Discovery Circumstances: Numbered Minor Planets (10001)-(15000) （页面存档备份，存于） – Minor Planet Center
- 小行星159 at AstDyS-2, Asteroids—Dynamic Site
  - Ephemeris · Observation prediction · Orbital info · Proper elements · Observational info
- NASA JPL小天體瀏覽器上的小行星159

| 前一小行星： 小行星158 | 小行星列表 | 後一小行星： 小行星160 |